# Повуа-де-Пенела
Повуа-де-Пенела (порт. Póvoa de Penela)  —  район (фрегезия) в Португалии,  входит в округ Визеу. Является составной частью муниципалитета  Пенедону. Находится в составе крупной городской агломерации Большое Визеу. По старому административному делению входил в провинцию Бейра-Алта. Входит в экономико-статистический  субрегион Доуру, который входит в Северный регион. Население составляет 432 человека на 2001 год. Занимает площадь 9,28 км².
Покровителем района считается Святай Маргарита (порт. Santa Margarida). 